# Sefton Delmer
Denis Sefton Delmer ("Tom") (Berlijn, 24 mei 1904 - Lamarsh, 4 september 1979) was een Brits journalist  en propagandist voor de Britse regering tijdens de Tweede Wereldoorlog.
Hij werd geboren in Berlijn en sprak vloeiend Duits. Tijdens de oorlog leidde hij een zwarte propagandacampagne tegen Hitler via de radio vanuit Engeland.

## Jeugd
Sefton Delmer werd geboren in Berlijn als Brits onderdaan van Australische ouders die in Duitsland woonden.   Bij aanvang van de Eerste Wereldoorlog werd zijn gezin geïnterneerd in het interneringskamp Ruhleben, nabij Berlijn.
In 1917 werd de familie Delmer naar Engeland gebracht met een gevangenenruil tussen de Britse en Duitse regering. Tot zijn vijfde jaar werd er enkel Duits met hem gesproken. Tot 1939 sprak hij Engels met een licht accent. 

## Carrièrestart

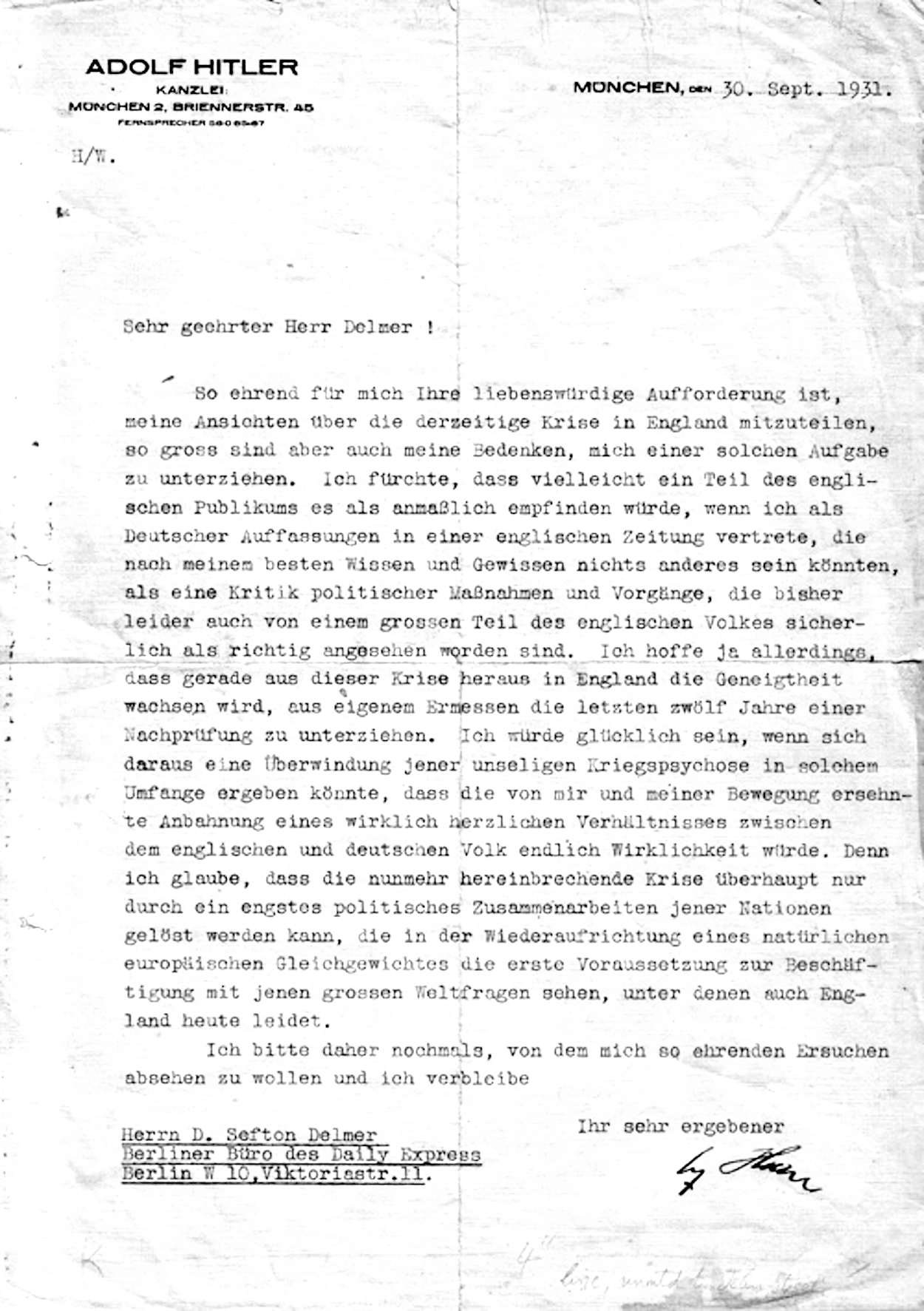
Hartelijke brief van Hitler aan Delmer, 30 september 1931, waarin hij commentaar geeft op de "crisis" in Engeland

Na zijn opleiding in moderne talen werkte Delmer als freelance journalist totdat hij door de Daily Express werd aangeworven werd als hoofd van een nieuwe kantoor in Berlijn.Hij was in die tijd ‘ingebed in de nazipartij’ en bestudeerde de stijl van de redevoeringen van de toekomstige Führer, de groepsgedachte die aan de basis lag van zijn band met het Duitse volk.’ 
- Zijn 'vriend' Ernst Röhm bezorgde hem in april 1931 als eerste Britse journalist een interview met Adolf Hitler. [6]

- Tijdens de Duitse Rijksdagverkiezingen van november 1932 reisde Delmer met Hitler mee aan boord van zijn privé-vliegtuig.
- Hij was ook aanwezig toen Hitler in 1933 de nasleep van de brand in de Rijksdag inspecteerde.

In 1933 werd Delmer naar Frankrijk gestuurd als hoofd van het Parijse bureau van de Daily Express.
In 1936 trouwde Delmer met de kunstenares Isabel Nichols.
- Delmer berichtte over de Spaanse Burgeroorlog, de inval van de Wehrmacht in Polen in 1939 en over de  Slag om Frankrijk in 1940.

## De Tweede Wereldoorlog
Delmer keerde terug naar Groot-Brittannië, werkte een tijdje als omroeper voor de Duitse afdeling van de BBC en ging vervolgens voluit in het verbaal tegenoffensief.
Delmer vond dat de Britse pogingen om tijdens de oorlog de Duitse propaganda te bestrijden gericht waren op anti-nazi's die niet overtuigd hoefden te worden. Hij verkoos om zich voor te doen als een fanatieke nazi die kritisch stond tegenover de nazileiding. Hij gebruikte pikante teksten over sadomasochistische orgieën van functionarissen, lokte luisteraars en doorbrak taboes over het beledigen van nazifunctionarissen.  40% van de Duitse soldaten luisterde naar zijn uitzendingen 

### Radiozenders
In september 1940 werd Delmer gerekruteerd door de Political Warfare Executive om zwarte propaganda -uitzendingen naar nazi-Duitsland te organiseren als onderdeel van een psychologische oorlogscampagne. 
Het idee was dat het radiostation Hitler zou ondermijnen door zich voor te doen als een fervent aanhanger van Hitler en de nazi's.

#### Gustav-Siegfried Eins (fonetisch voor Geheimsender 1)
Delmers eerste en meest opvallende succes was een kortegolfstation: Gustav Siegfried Eins (Gustave Siegfried One). Hij liet het personage van "Der Chef" opdraven: een onverbeterlijke nazi die zowel Winston Churchill  als de verraders van de nazi-revolutie zwartmaakte.
GS1 werd uitgezonden op de avond van 23 mei 1941, eerder dan gepland: om gebruik te maken van de arrestatie van Hitlers plaatsvervanger, Rudolf Hess, in Groot-Brittannië. Peter Seckelmann, een voormalige Duitse schrijver van detectiveverhalen die uit nazi-Duitsland was gevlucht, werd gerekruteerd uit een bommenruimingsteam van het Pioneer Corps in Londen en hij was het eerste lid van het team dat aankwam bij het discrete huis dat bekendstond als "The Rookery" in Aspley Guise.  Hij speelde "Der Chef". Een journalist, Frank Lynder,speelde de adjudant van "Der Chef".    Beide mannen hielpen Delmer met de scripts.  De opnamen werden op schijf gemaakt en per koerier verzonden vanaf een zender van het ministerie van Buitenlandse Zaken
GS1 werd 700 keer uitgezonden: op de radio waren geweerschoten te horen die aangaven dat de autoriteiten "Der Chef" hadden ingehaald. Door een fout van een niet-Duitstalige zendertechnicus werd het programma per ongeluk herhaald en werd de dramatische moord op "Der Chef" twee keer uitgezonden. 
Delmer richtte verschillende zenders op en was succesvol door zorgvuldig gebruik te maken van inlichtingen. Hij gebruikte onderschepte roddels in Duitse post die naar neutrale landen werd verzonden om geloofwaardige verhalen te creëren. Delmers reputatie bij de inlichtingendiensten was zo groot dat de Admiraliteit hem inhuurde om de bemanning van Duitse onderzeeërs te bestoken met demoraliserende nieuwsberichten.

#### Atlantiksender
Dit station maakte gebruik van Amerikaanse jazz ( in Duitsland verboden vanwege decadent karakter) en moderne dansmuziek uit Duitsland (via Zweedse en RAF-koeriersdiensten). Ook had het station een eigen Duitse dansband. Belangrijke details over de procedures op zee kwamen van anti-nazi's die in krijgsgevangenenkampen waren geïdentificeerd. Hun post werd doorzocht om gepersonaliseerde aankondigingen te maken. 
Christus Koning  viel het geweten van religieuze Duitsers aan, waarbij via een Duitse priester werd verteld over de verschrikkingen van de werk- en concentratiekampen. 

#### Soldatenzender Calais

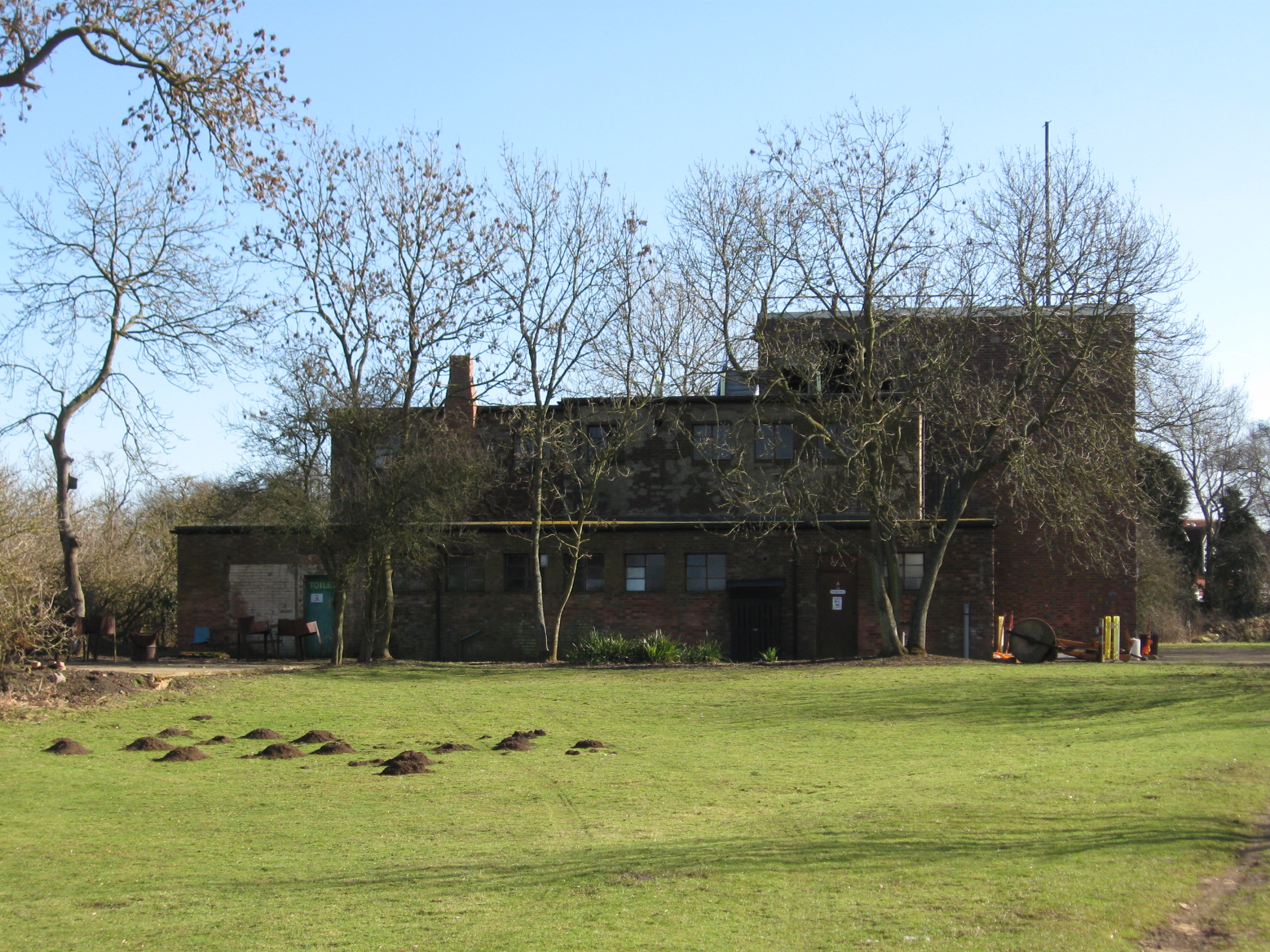
Speciaal gebouwde radiostudio in Milton Bryan voor "Soldatensender Calais"

Soldatensender Calais was een ander radiostation van Delmer dat gericht was op de Duitse strijdkrachten. Soldatensender Calais, gevestigd in Milton Bryan  produceerde live -uitzendingen, een combinatie van populaire muziek, en zwarte propaganda om de Duitse strijdkrachten te demoraliseren. Delmers zwarte propaganda.
Ook in Duitsland bleek het station populair.  Hoewel luisteraars wisten dat het station door de Britten werd gerund, luisterden ze ernaar en vertrouwden ze het. Als ze betrapt werden op het luisteren, konden ze dan nog het excuus gebruiken dat ze dachten dat het een legitiem Duits station was. 
Delmer hield ook toezicht op de productie van een dagelijkse 'grijze' Duitstalige krant Nachrichten für die Truppe ('Nieuws voor de troepen'), die voor het eerst verscheen in mei 1944 en dagelijks over Duitsland, België en Frankrijk werd verspreid. 
Toen de strijd zich in Duitsland zelf begon te voltrekken, werd er zwarte propaganda gebruikt om de indruk te wekken dat er sprake was van een anti-nazi verzetsbeweging.

## Erkenning
In december 1945 werd Delmer benoemd tot Officier in de Orde van het Britse Rijk. 

## Latere carrière

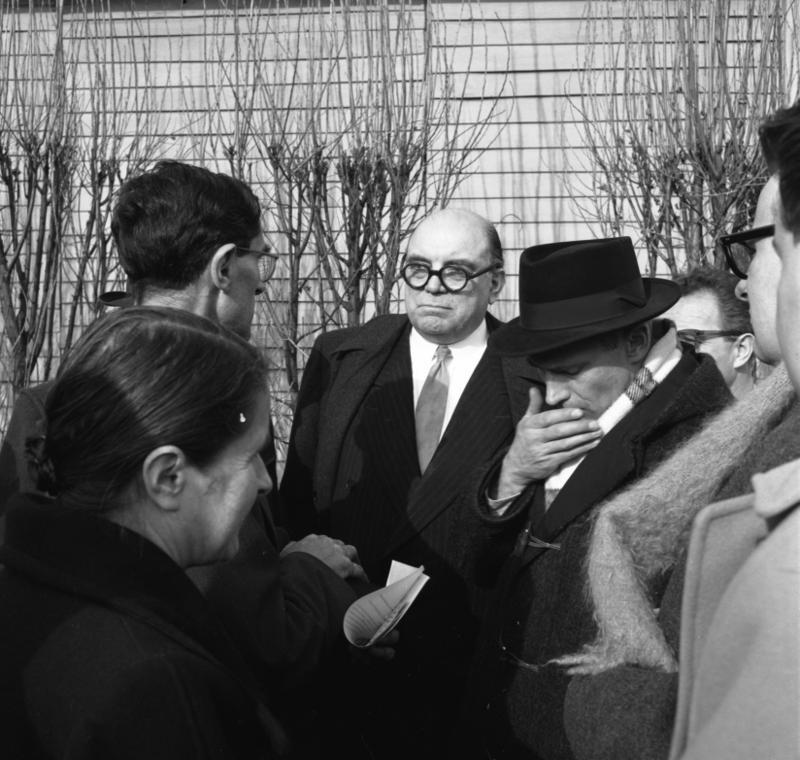
Delmer doet verslag vanuit een Duits opvangkamp voor vluchtelingen uit het oosten, 1958

Na de Tweede Wereldoorlog keerde Delmer terug naar de Daily Express als hoofdverslaggever voor buitenlandse zaken. Gedurende de daaropvolgende vijftien jaar berichtte hij voor de krant over vrijwel elk belangrijk buitenlands nieuws. In 1959 werd hij door Lord Beaverbrook ontslagen vanwege een kwestie van onkosten  en ging met pensioen in Lamarsh in Essex, vlak bij Little Sampford, waar zijn ex-vrouw Isabel woonde met haar derde echtgenoot. 
Hij stierf in Lamarsh, na een langdurige ziekte, op 4 september 1979. 
- Bibliothèque nationale de France: cb12810663k (data)
- Gemeinsame Normdatei: 118679392
- International Standard Name Identifier: 0000 0001 1475 4215
- Library of Congress Control Number: no98109605
- Nationale Bibliotheek van Tsjechië: pna20241232963
- Nationale Bibliotheek van Israël: 987007260320505171
- Nederlandse Thesaurus van Auteursnamen: 072011718
- Système universitaire de documentation: 127685502
- Virtual International Authority File: 77109917
- WorldCat: E39PBJyWPv3dVhv67RR3jQ7JXd